# Coronanthera sericea
Coronanthera sericea är en tvåhjärtbladig växtart som beskrevs av Charles Baron Clarke. Coronanthera sericea ingår i släktet Coronanthera och familjen Gesneriaceae. Inga underarter finns listade i Catalogue of Life.